# Казіс Грінюс
Казіс Грінюс, або Казіс Ґрінюс (лит. Kazys Grinius; 17 грудня 1866, с. Сяляма Буда, Саснавська волость, Маріямполе, Сувальська губернія, королівство Польське, Російська імперія — 4 червня 1950, Чикаго, США) — литовський політик, Президент Литовської республіки від 7 червня до 17 грудня 1926 року.

## Життєпис
Народився в багатодітній селянській родині (7 хлопчиків, 4 дівчинки; два брати і дві сестри майбутнього президента рано померли).
Навчався в школі в Ошкіне, Лімаркаї, Маріямполе. Закінчив Маріямпольську гімназію (1887). Під час навчання в гімназії брав участь у поширенні газети «Аушра», брав участь у випуску рукописних газет.
Закінчив медичний факультет Московського університету (1893). Під час навчання в університеті заарештовувався за участь у студентських заворушеннях (1889). Брав участь у національно-визвольному русі у нелегальному суспільстві литовських студентів, з 1888 писав для литовських газет та журналів «Летувішкас Балсас» (лит. Lietuviškas balsas), «Швеса» (лит. Šviesa), що друкувалися в Пруссії. У 1888 брав участь у першому з'їзді литовських демократів, на якому обговорювалися, зокрема, плани видання журналу «Варпас». Писав для цього журналу і його додатка «Укінінкас», редагував «Варпас». Ще до закінчення навчання в університеті восени 1892 працював в Мінську в пункті по боротьбі з холерою. Дев'ять місяців 1893 пропрацював судновим лікарем в Каспійському пароплавстві.
З 1894 займався лікарською практикою в Маріямполі, пізніше в Вірбалісі, потім в Науместісі, в 1898-1903 — у Пільвішкяї, пізніше знову в Маріямполі.
У 1905 і 1908-1910 жив у Вільнюсі, в 1906 — в Маріямполі. У 1905 брав участь як делегат Сувалкської губернії у з'їзді литовських громадських діячів в Москві. Неодноразово (1903, 1905, 1906, 1910) піддавався тюремного ув'язнення за участь в литовській суспільній та культурній діяльності.
У період Першої світової війни перебував в евакуації в Кисловодську, де в період Громадянської війни в 1918 загинули його дружина Йоана та дочка Гражина.
1917 у Воронежі був обраний до Ради литовців Росії.
1919 у Парижі брав участь у діяльності делегації тимчасового уряду Литви на мирній конференції. Став головою Комісії з репатріації; займаючись питаннями повернення литовців на Батьківщину з німецького полону, надав допомогу приблизно 1 000 співвітчизників.
Наприкінці 1919 повернувся до Литви, де був обраний депутатом Тимчасового Сейму від партії Ляудінінкі (Литовський народний союз селян). Обирався до Установчого, I, II і III Сеймів, у 1920-1922 роках був прем'єр-міністром Литви, підписавши на тій посаді мирний договір з РРФСР.
У 1922 став завідувачем відділом медицини та санітарії Каунаського самоврядування.

## Президент Литви
У 1926 III Сейм обрав Грінюса президентом Литви, але вже через півроку він був повалений внаслідок перевороту, організованого Антанасом Смятоною. Після відставки з посади президента працював у медичних та доброчинних організаціях.
У період нацистської окупації Литви підписав 1942 року протест проти знищення євреїв та був висланий на рік у село Ажуола Буда.
Влітку 1944 поїхав до Німеччини, 1947 переїхав до США, де був почесним президентом ЛНКС.

## Роботи
Автор праць з ботаніки, медицини, історії. Перекладав з польської та інших мов художню та науково-популярну літературу. Випустив два томи спогадів.

## Перепоховання
У жовтні 1994 його останки були перенесені до Литви та перепоховані в його рідному селі.

## Нагороди
- Хрест Порятунку тих, хто гине (20 вересня 1993, посмертно)[6]

## Пам'ять
У 1922 і в 1996 роках випустили поштові марки Литви, присвячені Казісу Грінюсу. У зв'язку з 60-річчям Литовський університет в грудні 1926 присвоїв Грінюсу звання доктора лат. honoris causa.
Ім'я Грінюса носить міст на шосе Шилуте — Русне, середня школа в Каунасі та гімназія в Казлу Руді.
16 лютого 1996 в Каунасі відкрили пам'ятник Грінюсу.